# Van Diemenstraat (Amsterdam)

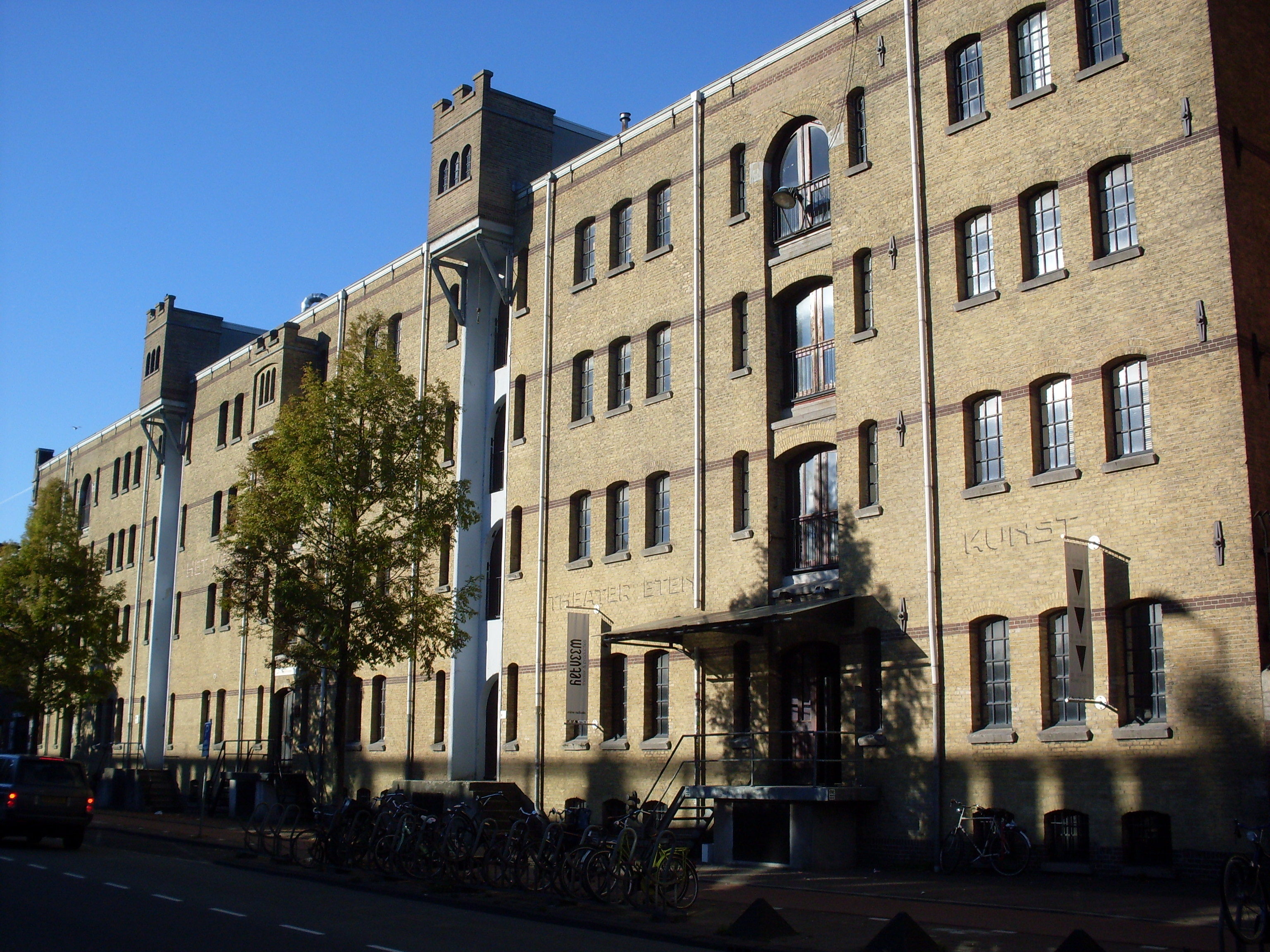
Pakhuis Het Veem

De Van Diemenstraat is een straat in de Zeeheldenbuurt van Amsterdam-Centrum.
De straat, die onderdeel uitmaakt van de ringweg s100, begint bij het Barentszplein in het oosten en eindigt bij de Westerkeersluisbrug die het Westerkanaal overspant. De Van Diemenstraat is overigens de naam van meer straten in Nederland, vernoemd naar Antonio van Diemen (1593-1643), gouverneur-generaal van Nederlands-Indië en naamgever van Van Diemensland, het huidige Tasmanië. De man die in opdracht van Van Diemen Australië ontdekte, Abel Tasman, kreeg in Amsterdam een straat naar zich genoemd aan de andere kant van de Westerkeersluis. De Van Diemenstraat is aangelegd over wat eens de Barentszkade heette. Ze kreeg haar nieuwe naam in 1897.
De straat heeft alleen aan de oostkant een aantal woningen. Aan de westkant bevindt zich het grote pakhuis waarin Hetveem Theater is gevestigd. Voorheen liep ook een spoorlijn door de straat, vanaf de Westerdoksdijk tot aan de brug, voor de spoorwagons die bij het veempakhuis geladen en gelost werden. 
Er zijn drie kunstobjecten in de openbare ruimte te vinden in deze relatief korte straat:
- Islanded van Anneke de Witte, direct aan het begin aan de noordzijde van de straat
- aan het begin tevens nr. 1 in de serie plaquettes Bolwerken Amsterdam, eveneens aan de noordzijde van de straat
- aan de zuidzijde de grote muurschildering vierluik Muurschildering De Roggeveen verdeeld over vier gevels.